# O schöner Mai!
O schöner Mai ist ein Walzer von Johann Strauss (Sohn) (op. 375). Das Werk wurde am 21. Januar 1877 unter der Leitung von Eduard Strauß im Konzertsaal des Wiener Musikvereins uraufgeführt.

## Weblink
- Der Walzer O schöner Mai auf der Naxos-online-CD-Beschreibung